# Vekfisk
Vekfisk (Cynoscion regalis) är en salt- och brackvattensfisk i familjen havsgösfiskar som finns i västra Atlanten utanför den nordamerikanska kusten. Den kallas även kungsveka.

## Utseende
En avlång fisk med långsträckt huvud, en spetsig nos och stor mun med underbett. Färgen är mörkgrön på ovansidan, som övergår till silver på buken. Sidorna är prickiga i grönt, blått, purpur eller guldgult, främst på övre delen. Av ryggfenans taggstrålar är den 3:e eller 4:e tydligt längre än de övriga. Analfenan är mindre än hos de flesta arter i familjen, men har ändå så många som 11 till 12 mjukstrålar. Fenorna är gulaktiga. Som mest kan den bli 98 cm lång och väga 8,85 kg.

## Vanor
Vekfisken lever på grunt (10 till 26 m), kustnära vatten över gyttjebotten, gärna med inslag av sand. Under sommaren vandrar den till brackvatten i flodmynningar för parning och födosök, för att återvända till havet under hösten. Lekbeteendet är till stora delar okänt; man vet emellertid att lek och äggläggning sker nära stranden i flodmynningar. Om arten blir stressad samlas den gärna i stim. Födan för de vuxna fiskarna består av kräftdjur, blötdjur som bland annat flodmusslor, ringmaskar och fisk. Ynglen äter främst hoppkräftor, för att, när de blir litet äldre, utöka dieten med pungräkor och ansjovis. När vekfisken ser ett byte, simmar den först sakta mot det, för att när den kommit nära (20 till 50 cm) kasta sig framåt mot bytet med hjälp av snabba rörelser av stjärtfenan. Hanarna kan avge kväkande/trummande ljud med hjälp av muskler som påverkar simblåsan. Man tror att de används i samband med parning och/eller som hjälpmedel vid bytesjakt genom att härma bytets egna läten. Även honorna har rester av dessa muskler, men kan inte frambringa ljud.

## Utbredning
Utbredningsområdet omfattar Nordamerikas Atlantkust från Nova Scotia i Kanada till norra Florida i USA.

## Ekonomisk användning
Vekfisken är föremål för ett kommersiellt betydelsefullt fiske, och är även en populär sportfisk. Den förekommer också i allmänna akvarier.